# Aloe excavata
Aloe excavata é uma espécie de liliopsida do gênero Aloe, pertencente à família Asphodelaceae.